# Otionellina boneae
Otionellina boneae är en mossdjursart som beskrevs av Conroy, Cook och Bock 200. Otionellina boneae ingår i släktet Otionellina och familjen Otionellidae. Inga underarter finns listade i Catalogue of Life.